# Helga Vala Helgadóttir

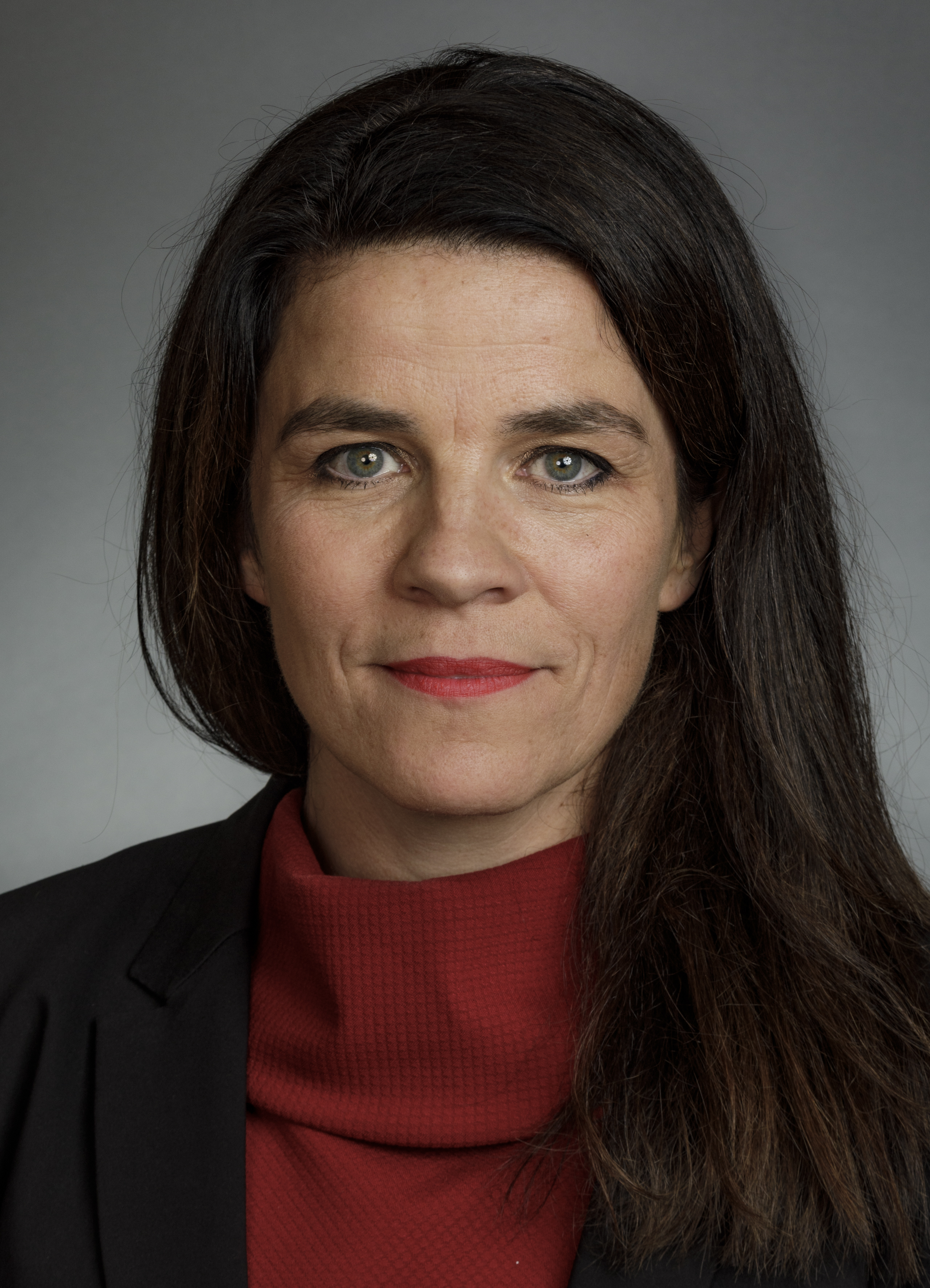
Helga Vala Helgadóttir, 2017

Helga Vala Helgadóttir (* 14. März 1972 in Reykjavík) ist eine isländische Rechtsanwältin, Schauspielerin und frühere Politikerin der sozialdemokratischen Allianz. Sie gehörte von 2017 bis 2023 dem isländischen Parlament Althing an.

## Leben
Helga Vala Helgadóttir hat einen Abschluss der damaligen isländischen Schauspielschule Leiklistarskóli Íslands (1998) und einen Master von der juristischen Fakultät der Universität Reykjavík (2011). Sie war unter anderem als Theaterschauspielerin, Programmredakteurin bei verschiedenen Radiosendern und Journalistin tätig. Von 2008 bis 2010 gehörte sie dem Vorstand der isländischen Post an. 2011 erhielt sie die Zulassung als Anwältin (héraðsdómslögmaður) und in der Folge betrieb sie bis 2017 eine eigene Anwaltskanzlei. Sie engagiert sich für Siðmennt, einer der Internationalen Humanistischen und Ethischen Union angeschlossenen Organisation. Neben ihrer früheren Tätigkeit als Theaterschauspielerin ist sie später auch in kleineren Filmrollen aufgetreten, unter anderem im Thriller Der Eid (Eiðurinn) von Baltasar Kormákur.
Bei der Parlamentswahl vom 28. Oktober 2017 wurde Helga Vala als Kandidatin der Allianz für den Wahlkreis Reykjavík Nord ins isländische Parlament Althing gewählt. Von 2021 bis 2022 war sie Fraktionsvorsitzende der Allianz. Zuletzt gehörte sie dem parlamentarischen Ausschuss für Justizangelegenheiten und Bildung an und war Mitglied der isländischen Delegation in der Parlamentarischen Versammlung der OSZE. Im September 2023 trat sie aus dem Althing zurück, um sich wieder ihrer Tätigkeit als Anwältin zu widmen. Auf ihren Sitz im Althing rückte Dagbjört Hákonardóttir nach, die vorher bereits mehrfach als Abgeordneten-Stellvertreterin (varaþingmaður) amtiert hatte.
Helga Vala sorgte für Aufsehen, als sie 2018 eine Versammlung des Althing auf Þingvellir verließ, um gegen die Anwesenheit der damaligen dänischen Parlamentspräsidentin Pia Kjærsgaard zu protestieren. Kjærsgaard war anlässlich des 100. Jubiläums des Unionsvertrags mit Dänemark von 1918 eingeladen, der die isländische Unabhängigkeit eingeleitet hatte. Helga Vala erklärte danach, dass sich ihr Protest nicht gegen Kjærsgaard als Vertreterin des dänischen Volkes gerichtet habe, sondern gegen ihr „Verhalten und Hassrede gegenüber Ausländern und Flüchtlingen“.

## Familie
Helga Vala ist eine Tochter der Schauspieler Helgi Skúlason und Helga Bachmann. Skúli Helgason, Stadtrat in Reykjavík und ehemaliger Abgeordneter des Althing, ist ihr Bruder.